# 246153 Waltermaria
246153 Waltermaria este un asteroid din centura principală de asteroizi.

## Descriere
246153 Waltermaria este un asteroid din centura principală de asteroizi. A fost descoperit pe 15 august 2007 la San Marcello Pistoiese de Fabio Dolfi și Michele Mazzucato. Asteroidul prezintă o orbită caracterizată de o semiaxă mare de 2,46 ua, o excentricitate de 0,18 și o înclinație de 1,9° în raport cu ecliptica.